# 建昌府 (明朝)

建昌府在江西省的位置（1820年）

建昌府，明朝时设置的府。治所在今江西省南城县。
元朝称之为建昌路，隶属江西行省。元末壬寅年（1362年）正月，朱元璋设立为肇昌府，不久改为建昌府，下辖五个县。领五县：南城、南丰、新城、广昌、泸溪，西北距布政司400里，隶属于江西布政司。清代沿置，隶江西省。
建昌之名始于宋朝，建昌为府始于明朝，建昌在明以前多有更置。禹贡时属扬州，春秋时属吴，周元王五年越并吴属越；显王四十六年楚伐越，尽取越地，又属楚；秦始皇二十四年灭楚，并入秦；始皇二十六年改天下为郡县置后属九江郡；汉高祖五年，分天下为十三郡，在淮南分置豫章郡统于扬州部，又从豫章南境分置南城县。（《建昌府志》卷一）

## 延伸阅读
[在维基数据编辑]
 《欽定古今圖書集成·方輿彙編·職方典·建昌府部》，出自陈梦雷《古今圖書集成》